# Eszopiclone

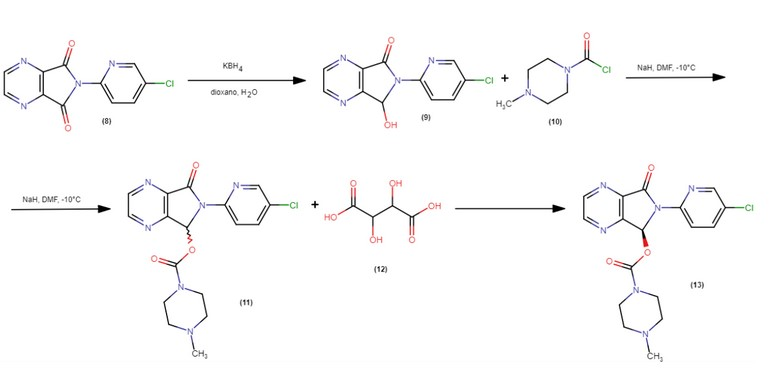
processus de production d'eszopicione

L'eszopiclone est un médicament utilisé pour le traitement de l'insomnie. Son nom commercial en France était Noxiben et il est également connu à l'international sous son nom commercial Lunesta.

## Fonctionnement
L'eszopiclone est un agent somnifère qui appartient à une catégorie de médicaments appelés les non-benzodiazépines, plus précisément un dérivé de la famille des cyclopyrrolones ayant une structure pyrrolo-pyrazine. Il est important de noter qu'elle n'a aucune parenté structurelle avec les pyrazolopyrimidines, les imidazopyridines, les benzodiazépines ou les barbituriques.
Bien que l'on ne comprenne pas encore parfaitement comment l'eszopiclone agit dans l'organisme, on pense qu'elle fonctionne en modulant l'activité de certaines structures protéiques complexes, appelées récepteurs GABA-A, qui contiennent des sous-unités spécifiques, à savoir alpha-1, alpha-2, alpha-3 et alpha-5.
On pense que l'eszopiclone, par cette action, augmente la conductance du chlorure liée à l'acide gamma-aminobutyrique (GABA), une molécule qui joue un rôle clé dans le fonctionnement du système nerveux. Cela conduit à une hyperpolarisation des neurones, ce qui inhibe la transmission de signaux nerveux et favorise l'induction du sommeil.